# Spaans Open 2013
Het Spaans Open (Open de España - Spanish Open) is in 2013 het enige golftoernooi in Spanje van de Europese PGA Tour.
Het Open werd van 18-21 april op El Saler gespeeld. Het is de eerste keer sinds het toernooi 101 jaar geleden startte, dat het op El Saler werd georganiseerd. Titelverdediger is Francesco Molinari. Het prijzengeld is bijna € 2.000.000.
In 2011 waren er in Spanje nog zeven toernooien die meetelden voor de Race To Dubai. Het begon voor de zomer met de Andalucia Masters in maart, daarna waren het Spaans Open, het Iberdrola Open en de Volvo World Match Play in mei. Na de zomer waren de Madrid Masters, de Castelló Masters en de Andalucia Masters in oktober.
In 2012 bleven alleen het Spaans Open, de Andalucia Masters (gefinancierd door Miguel Ángel Jiménez) en de Volvo Matchplay over. In 2013 is alleen het Spaans Open overgebleven, met Reale Seguros als nieuwe sponsor. De Volvo Matchplay is naar Bulgarije verhuisd.

## Verslag
Er doen twaalf voormalige winnaars mee. Sergio García was in 2002 de jongste winnaar. Miguel Jimenez zal na dit toernooi zijn 600ste toernooi op de Europese Tour spelen!

### Ronde 1
Felipe Aguilar ging 's ochtends aan de leiding met -4 en kreeg Robert-Jan Derksen achter zich, die een ronde met 3 birdies maakte. Bij Maarten Lafeber stonden vier birdies op de kaart maar ook een dubbel-bogey en zelfs een triple-bogey, beide op par-5 holes. 

Joost Luiten was in de middagronde ingedeeld en stond na negen holes al op +3. Er stond meer wind. Inmiddels stond de 21-jarige Gary Stal, net gepromoveerd van de Challenge Tour, naast Aguilar aan de leiding. Morten Ørum Madsenm ook net gepromoveerd, stond na zeven holes ook al op -4. 

### Ronde 2
's Ochtends was Shane Lowry de beste speler. Na een ronde van -6 steeg hij van de 139ste naar de T38ste plaats. Marc Warren werd na zijn tweede ronde van 70 clubhouse leader. Tien  minuten later maakte Eddie Pepperell dezelfde score. Joost Luiten eindigde met twee birdies en een totaal van +2, waarmee hij misschien nog de cut haalt. 

's Middags begon Craig Lee met par-birdie-par-eagle, waarna hij even aan de leiding stond, maar er waren veel spelers die 's middags even op -4 stonden. Rikard Karlberg overtrof zijn start door met birdie-eagle-birdie-birdie te beginnen en op -5 te komen. Tweevoudig Walker Cup-speler Peter Uihlein overtrof iedereen en ging uiteindelijk aan de leiding.
De cut werd +2. Hij werd onder meer gemist door Miguel Ángel Jiménez, José María Olazabal, Maarten Lafeber en alle amateurs.

### Ronde 3
Aan de top bleven de spelers dicht bij elkaar, maar Marc Warren nam de leiding over en David Horsey bracht een score van -6 binnen en kwam bij de top-groep. Peter Uihlein maakte in de laatste 15 holes geen birdies maar wel 4 bogeys en zakte een paar plaatsen. 
Derksen maakte geen enkele birdie en eindigde op +5. Luiten speelde onder par en steeg ongeveer 30 plaatsen.

### Ronde 4
Het is voor veel spelers een wisselvallige week geweest. Zo maakte Gary Stal een ronde van 68 en van 83, Shane Lowry een ronde van 66 en 78 en Madsen van 68 en 78. Robert-Jan Derksen was een van de slechts 20 spelers die de laatste ronde onder par speelde, waardoor hij toch nog redelijk eindigde.
Play-off van 9 holes
Het toernooi eindigde met een play-off op hole 18 tussen Aguilar, Jacquelin en Kieffer. Bij de derde keer dat de hole gespeeld werd, maakten Jacquelin en Kieffer een birdie, waarna Aguilar afviel. De vierde keer was voor de twee overgebleven spelers een par. Pas de 9de keer dat de hole gespeeld werd, won Jacquelin met een birdie-putt van anderhalve meter. Het record van de langste play-off was ook 9 holes en vond in 1989 plaats onder stormachtige omstandigheden tijdens het KLM Dutch Open op de Kennemer, maar deze play-off geldt toch als evenaring van het record.
- Score

| Naam                      | Score R1 | Score R1 | Nr   | Score R2 | Score R2 | Totaal | Nr  | Score R3 | Score R3 | Totaal | Nr  | Score R4 | Score R4 | Totaal | Nr  | Play-off | Play-off | Play-off | Play-off | Play-off | Play-off | Play-off | Play-off | Play-off |
| ------------------------- | -------- | -------- | ---- | -------- | -------- | ------ | --- | -------- | -------- | ------ | --- | -------- | -------- | ------ | --- | -------- | -------- | -------- | -------- | -------- | -------- | -------- | -------- | -------- |
| Raphaël Jacquelin         | 73       | +1       | T64  | 66       | -6       | -5     | T2  | 73       | +1       | -4     | T5  | 71       | -1       | -5     | 1   | 4        | 4        | 3        | 4        | 4        | 4        | 4        | 4        | 3        |
| Maximilian Kieffer        | 75       | +3       | T101 | 68       | -4       | -1     | T22 | 69       | -3       | -4     | T5  | 71       | -1       | -5     | T2  | 4        | 4        | 3        | 4        | 4        | 4        | 4        | 4        | 4        |
| Felipe Aguilar            | 68       | -4       | T1   | 71       | -1       | -5     | T2  | 74       | +2       | -3     | T9  | 70       | -2       | -5     | T2  | 4        | 4        | -        |          |          |          |          |          |          |
| Marc Warren               | 70       | -2       | T12  | 70       | -2       | -4     | T5  | 68       | -4       | -8     | 1   | 76       | +4       | -4     | T4  |          |          |          |          |          |          |          |          |          |
| Magnus A. Carlsson        | 70       | -2       | T12  | 75       | +3       | +1     | T43 | 68       | -4       | -3     | T9  | 71       | -1       | -4     | T4  |          |          |          |          |          |          |          |          |          |
| Paul Waring               | 71       | -1       | T23  | 71       | -1       | -2     | T14 | 69       | -3       | -5     | T3  | 73       | +1       | -4     | T4  |          |          |          |          |          |          |          |          |          |
| David Horsey              | 71       | -1       | T23  | 74       | +2       | +1     | T43 | 66       | -6       | -5     | T3  | 73       | +1       | -4     | T4  |          |          |          |          |          |          |          |          |          |
| Peter Uihlein             | 70       | -2       | T12  | 68       | -4       | -6     | 1   | 74       | +2       | -4     | T5  | 73       | +1       | -3     | T8  |          |          |          |          |          |          |          |          |          |
| Eddie Pepperell           | 70       | -2       | T12  | 70       | -2       | -4     | T5  | 73       | +1       | -3     | T9  | 72       | par      | -3     | T8  |          |          |          |          |          |          |          |          |          |
| Joakim Lagergren          | 69       | -3       | T4   | 76       | +4       | +1     | T43 | 69       | -3       | -2     | T15 | 74       | +2       | par    | T21 |          |          |          |          |          |          |          |          |          |
| Craig Lee                 | 69       | -3       | T4   | 71       | -1       | -4     | T5  | 70       | -2       | -6     | 2   | 78       | +6       | par    | T21 |          |          |          |          |          |          |          |          |          |
| Joost Luiten              | 74       | +2       | T81  | 72       | par      | +2     | T61 | 70       | -2       | par    | T32 | 72       | par      | par    | T21 |          |          |          |          |          |          |          |          |          |
| Rikard Karlberg           | 72       | par      | T41  | 67       | -5       | -5     | T2  | 75       | +3       | -2     | T15 | 75       | +3       | +1     | T27 |          |          |          |          |          |          |          |          |          |
| Robert-Jan Derksen        | 69       | -3       | T4   | 73       | +1       | -2     | T14 | 77       | +5       | +3     | T58 | 71       | -1       | +2     | T35 |          |          |          |          |          |          |          |          |          |
| Joel Sjöholm              | 69       | -3       | T4   | 76       | +4       | +1     | T43 | 72       | par      | +1     | T41 | 74       | +2       | +3     | T44 |          |          |          |          |          |          |          |          |          |
| David Howell              | 70       | -2       | T12  | 71       | -1       | -3     | T10 | 71       | -1       | -4     | T5  | 79       | +7       | +3     | T44 |          |          |          |          |          |          |          |          |          |
| Gonzalo Fernández-Castaño | 69       | -3       | T4   | 73       | +1       | -2     | T14 | 74       | +2       | par    | T30 | 75       | +3       | +3     | T44 |          |          |          |          |          |          |          |          |          |
| Morten Ørum Madsen        | 68       | -4       | T1   | 72       | par      | -4     | T5  | 74       | +2       | -2     | T15 | 78       | +6       | +4     | T51 |          |          |          |          |          |          |          |          |          |
| David Higgins             | 69       | -3       | T4   | 75       | +3       | par    | T30 | 72       | par      | par    | T29 | 76       | +4       | +4     | T51 |          |          |          |          |          |          |          |          |          |
| Andreas Hartø             | 73       | +1       | T64  | 67       | -5       | -4     | T5  | 81       | +9       | +5     | T67 | 72       | par      | +5     | T56 |          |          |          |          |          |          |          |          |          |
| Daniel Brooks             | 69       | -3       | T4   | 75       | +3       | par    | T30 | 76       | +4       | +4     | T62 | 74       | +2       | +6     | T61 |          |          |          |          |          |          |          |          |          |
| Shane Lowry               | 78       | +6       | T139 | 66       | -6       | par    | T30 | 73       | +1       | +1     | T41 | 78       | +6       | +7     | 69  |          |          |          |          |          |          |          |          |          |
| Gary Stal                 | 68       | -4       | T1   | 78       | +6       | +2     | T61 | 83       | +11      | +13    | 73  | 71       | -1       | +12    | T72 |          |          |          |          |          |          |          |          |          |
| Maarten Lafeber           | 76       | +4       | T116 | 72       | par      | +4     | MC  |          |          |        |     |          |          |        |     |          |          |          |          |          |          |          |          |          |
| Matthew Southgate         | 69       | -3       | T4   | 79       | +7       | +4     | MC  |          |          |        |     |          |          |        |     |          |          |          |          |          |          |          |          |          |

| Leider |  | Toernooirecord |  | MC = missed cut = cut gemist |  | DQ = disqualified |

- Plattegrond van de baan

## Spelers
| - Felipe Aguilar - Thomas Aiken (2011) - Björn Åkesson - Fredrik Andersson Hed - Scott Arnold - Matthew Baldwin - Seve Benson - Thomas Bjørn (1998) - Richard Bland - Grégory Bourdy - Kristoffer Broberg - Daniel Brooks - James Busby - Rafa Cabrera Bello - Guillaume Cambis - Michael Campbell - Jorge Campillo - Alejandro Cañizares - Magnus A. Carlsson - Paul Casey - Christian Cévaër (2004) - Robert Coles - Rhys Davies - Eduardo de la Riva - Carlos Del Moral - Matteo Delpodio - Robert-Jan Derksen - Chris Doak - Andrew Dodt - David Drysdale - Victor Dubuisson - Simon Dyson - Johan Edfors - Peter Erofejeff - Gonzalo Fernández-Castaño - Richard Finch - Oliver Fisher - Tommy Fleetwood - Oscar Florén - Mark Foster | - Lorenzo Gagli - Jordi García - Sergio García (2002) - Ignacio Garrido - Daniel Gaunt - Jean-Baptiste Gonnet - Ricardo González - Richard Green - Emiliano Grillo - Anders Hansen - JB Hansen - Soren Hansen - Andreas Hartø - Grégory Havret - Scott Henry - David Higgins - Michael Hoey - Keith Horne - David Horsey - David Howell - Raphaël Jacquelin - Lasse Jensen - Miguel Ángel Jiménez - Michael Jonzon - Alexandre Kaleka - Simon Khan - Maximilian Kieffer - Søren Kjeldsen - Espen Kofstad - Mikko Korhonen - Jbe' Kruger - Maarten Lafeber - Joakim Lagergren - Moritz Lampert - José Manuel Lara - Pablo Larrazábal - Craig Lee - Thomas Levet (2009) - Alexander Levy - Tom Lewis | - Chris Lloyd - Gary Lockerbie - Shane Lowry - Joost Luiten - Mikael Lundberg - Callum Macaulay - Morten Ørum Madsen - Matteo Manassero - Gareth Maybin - Richard McEvoy - Damien McGrane - Edoardo Molinari - Francesco Molinari (2012) - James Morrison - Matthew Nixon - José María Olazabal - Gary Orr - Chris Paisley - John Parry - Eddie Pepperell - Phillip Price - Julien Quesne - Alvaro Quiros (2010) - Robert Rock - Ricardo Santos - Marcel Siem - Joel Sjöholm - Lee Slattery - Anthony Snobeck - Gary Stal - Graeme Storm - Andy Sullivan - Alessandro Tadini - Mark Tullo - Simon Wakefield - Tjaart Van der Walt - Justin Walters - Paul Waring - Marc Warren - Romain Wattel | - Steve Webster - Peter Whiteford - Martin Wiegele - Danny Willett - Chris Wood - Fabrizio Zanotti Voormalige winnaars - Joakim Haeggman (1993) - Jarmo Sandelin (1999) - Kenneth Ferrie (2003) - Niclas Fasth (2006) - Peter Lawrie (2008) Nationale Order of Merit - Carlos Aguilar - Javier Colomo - Agustin Domingo - Borja Etchart - Jordi García Pinto - Pablo Martin Benavides - Adrian Otaegui - Alvaro Velasco Invitaties - Paul McGinley - Peter Uihlein - Gerard Piris Mateu - Carlos Pigem - Nacho Elvira - Sebastian García Rodriguez - Pedro Oriol - Jesus Legarrea - Markus Brier Amateurs - Jose Bondia - Antonio Ferrer - Juan Francisco Sarasti - Jorge Simón de Miguel - Borja Virto - Reeve Whitson |

Amateurs
José Bondia (1988) was in 2012 kampioen van Alicante nadat hij vier rondes onder par had gespeeld. Hij is deze week de oudste amateur.

Antonio Ferrer (1991) komt uit Mallorca en speelde in 2011 zijn eerste professional toernooi. Hij mocht meedoen aan het  Iberdola Open Calla Millor Mallorca op de Pula Golf Club en haalde de cut.  

Juan Francisco Sarasti (1988) haalde in 2009 de cut bij het Spaans Open maar miste hem in 2010 en 2012.

Jorge Simón de Miguel (1992) is deze week de jongste amateur. Hij komt uit Madrid en had op 13-jarige leeftijd al handica[ 3,6. In 2006 verloor hij de play-off bij het nationaal jeugdkampioenschap, Eder Moreno won. In 2010 miste hij de cut bij het Spaans Open. 

Borka Virto (1991) studeert nog in de Verenigde Staten. 

Reeve Whitney (1991) won het strokeplay kwalificatietoernooi voor het Spaans Amateur, en won vervolgens het matchplay toernooi door Neil Raymond in de finale met 4&3 te verslaan.